# 1969 en Palestine
Chronologie de la Palestine
- 1965
- 1966
- 1967
- 1968
- 1969
- 1970
- 1971
- 1972
- 1973

Cette page concerne les évènements survenus en 1969 en Palestine :

## Évènements
- Depuis 1967, Israël occupe la bande de Gaza et la Cisjordanie[1].
- Le Fatah et le Front de libération de la Palestine (FDLP) se déclarent en faveur d’un « État palestinien démocratique et laïque » où juifs, chrétiens et musulmans  seraient égaux[2].
- 1er février : Yasser Arafat est nommé président du Comité exécutif de l'Organisation de libération de la Palestine.
- 3 novembre : Accords du Caire (accords secrets entre une délégation libanaise et l'OLP).

## Créations
- Brigades Jihad Jibril
- Front démocratique populaire de libération de la Palestine
- Musée Mardigian d'art et de culture arméniens (en) (Jérusalem-Est)
- Organisation arabe de Palestine (en)

## Naissances
- Khawlah Hag-Debsy, actrice.
- Safa Nasr El Din, personnalité palestinienne.